# Moody (Alabama)
Moody – miasto w Stanach Zjednoczonych, w stanie Alabama, w hrabstwie St. Clair. W roku 2023 miasto zamieszkiwało 13 595 osób, a gęstość zaludnienia wynosiła 218,2 osoby/km².